# Tom Courtenay

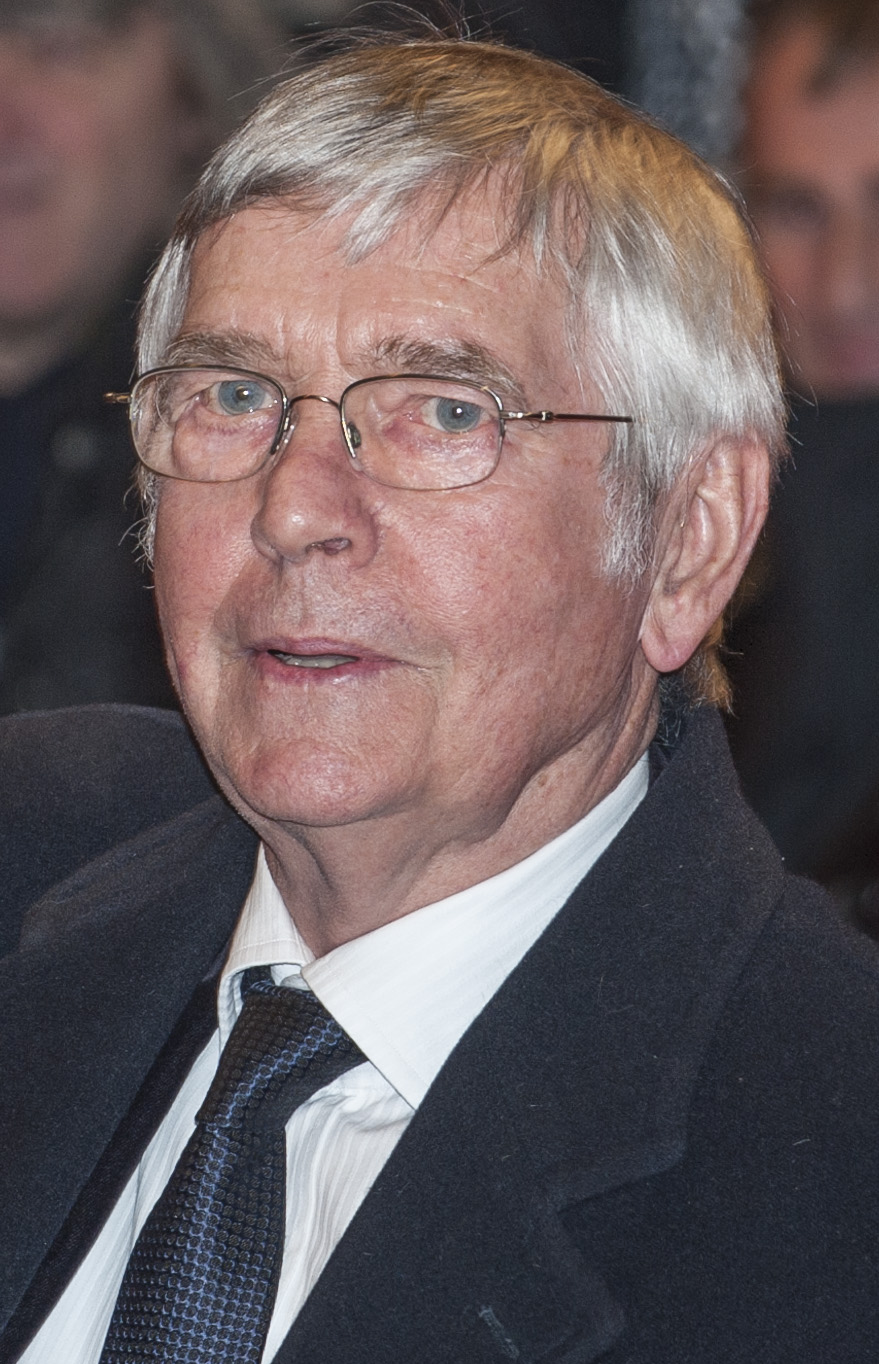
Tom Courtenay (2015)

Sir Thomas Daniel Courtenay  (* 25. Februar 1937 in Kingston upon Hull, Humberside) ist ein britischer Schauspieler und Golden-Globe-Preisträger.

## Leben und Karriere
Gleich mit seiner ersten größeren Rolle in Die Einsamkeit des Langstreckenläufers (1962) – nach einer Kurzgeschichte von Alan Sillitoe – erregte Courtenay Aufmerksamkeit sowohl bei Cineasten als auch bei den Filmproduzenten. Seine beiden nächsten Filme Geliebter Spinner (1963) und King and Country – Für König und Vaterland (1964) wurden jeweils für den Goldenen Löwen bei den Filmfestspielen in Venedig nominiert. Mit diesen Filmen wurde er zu einem der großen Protagonisten des British New Wave.
Dem breiten Publikum ist Courtenay spätestens seit seiner Rolle in dem Spionagethriller Geheimaktion Crossbow (1965) mit Sophia Loren und George Peppard bekannt, doch seinen weitaus bekanntesten Auftritt hatte er als Pasha in David Leans Doktor Schiwago. Hierfür erhielt er eine Oscar-Nominierung als bester männlicher Nebendarsteller. Danach zog er sich zunächst weitgehend aus dem Filmgeschäft zurück und konzentrierte sich auf seine Karriere als Charakterdarsteller am Theater.
Ein erstaunliches Comeback hatte Courtenay 1983 an der Seite von Albert Finney in Ein ungleiches Paar, für das er seine zweite Oscar-Nominierung (diesmal als bester männlicher Hauptdarsteller) erhielt. 2001 war er in dem Film Die letzte Runde gemeinsam mit Michael Caine zu sehen, 2002 in dem Filmdrama Nicholas Nickleby. Im Jahr 2001 wurde er von Königin Elisabeth II. zum Ritter geschlagen. 2009 erhielt er für die Rolle des Mr. Dorrit in der Serie Little Dorrit seine erste Emmy-Nominierung. Im Rahmen der Berlinale 2015 erhielt Courtenay für seine Rolle in 45 Years (Regie: Andrew Haigh) einen Silbernen Bären als Bester Darsteller.
Courtenay war von 1973 bis zur Scheidung 1982 mit seiner Schauspielkollegin Cheryl Kennedy verheiratet. Seit 1988 ist er mit der Theatermanagerin Isabel Crossley in einer Ehe.
Sein Buch Dear Tom. Letters from home wird in Pascal Merciers Roman Das Gewicht der Worte (2020) mehrmals erwähnt. Beim Vorlesen des ersten Kapitels hören zwei Protagonisten des Romans „verzaubert“ zu. „Der Zauber [...] lag in der Einfachheit und anstrengungslosen Dichte von Courtenays Sätzen.“

## Filmografie (Auswahl)

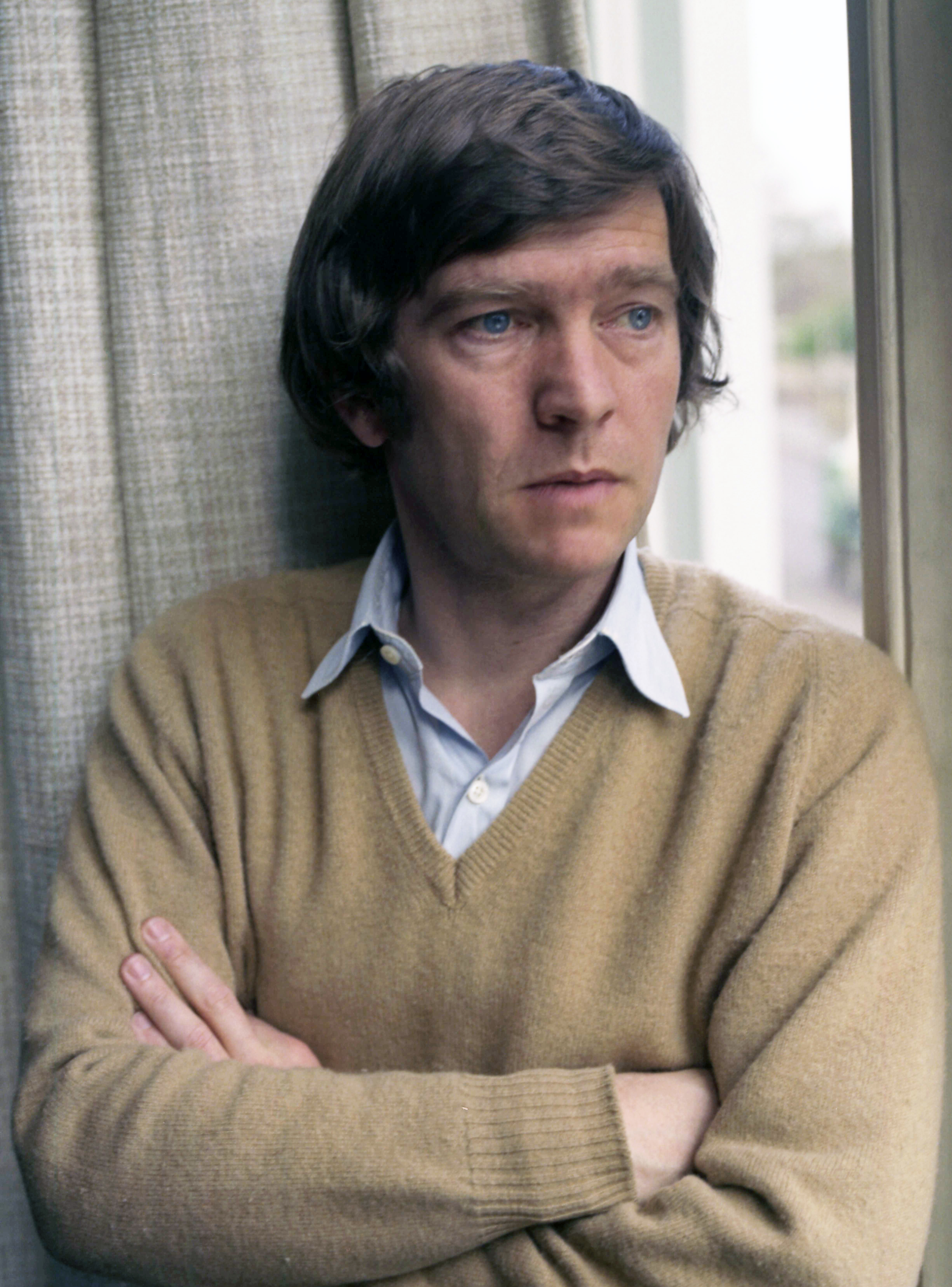
Courtenay (1974)

- 1962: Die Einsamkeit des Langstreckenläufers (The Loneliness of the Long Distance Runner)
- 1963: Geliebter Spinner (Billy Liar)
- 1964: King and Country – Für König und Vaterland (King & Country)
- 1965: Geheimaktion Crossbow (Operation Crossbow)
- 1965: Sie nannten ihn King (King Rat)
- 1965: Doktor Schiwago (Doctor Zhivago)
- 1966: Die Nacht der Generale (The Night of the Generals)
- 1967: Der Tag, an dem die Fische kamen (The Day the Fish Came Out)
- 1967: Todestanz eines Killers (A Dandy in Aspic)
- 1968: Ein Pechvogel namens Otley (Otley)
- 1970: Ein Tag im Leben des Ivan Denissowitsch (One Day in the Life of Ivan Denisovich)
- 1983: Ein ungleiches Paar (The Dresser)
- 1987: Happy New Year
- 1987: Bill Cosby – Die Superkanone (Leonard Part 6)
- 1991: Ein Mörder kehrt zurück (Redemption)
- 1991: Der letzte Schmetterling (Poslení motýl)
- 1991: Gib’s ihm, Chris! (Let Him Have It)
- 1998: Eine sehr englische Ehe (A Rather English Marriage)
- 1999: Was geschah mit Harold Smith? (Whatever Happened to Harold Smith?)
- 2001: Letzte Runde (Last Orders)
- 2002: Nicholas Nickleby
- 2007: Die Flut – Wenn das Meer die Städte verschlingt (Flood)
- 2007: Der goldene Kompass (The Golden Compass)
- 2008: Little Dorrit (Fernsehserie, 14 Folgen)
- 2012: Gambit – Der Masterplan (Gambit)
- 2012: Quartett (Quartet)
- 2013: Nachtzug nach Lissabon (Night Train to Lisbon)
- 2015: 45 Years
- 2015: Die Legende von Barney Thomson (The Legend of Barney Thomson)
- 2018: Deine Juliet (The Guernsey Literary and Potato Peel Pie Society)
- 2018: Ein letzter Job (King of Thieves)
- 2019: The Aeronauts
- 2019: Royal Corgi – Der Liebling der Queen (The Queen’s Corgi)
- 2020: Summerland
- 2020: The North Water (Fernsehserie, 2 Folgen)
- 2022: The Railway Children Return